# Színlicites rablóulti
A színlicites rablóulti az ulti játék nem egyszerűsített változata. Szabályai Kodba Ferenc 1990-ben a Janus Kiadónál kiadott könyvében maradéktalanul megtalálhatóak, ám mára ezen könyv beszerzése szinte lehetetlen.

## A játék alapfeltételei
1.) Egy pakli 32 lapos magyar kártya

2.) 3 avagy 4 játékos. Utóbbi esetben az osztó kimarad.

## A színlicites rablóulti szabályai
A színlicites rablóultiban az osztás és a játék is az óramutató járásával ellentétes irányba zajlik. Az osztó játékos miután alaposan megkeverte a paklit a bal oldali szomszédjával elemelteti azt, majd ezt követően 5-5-5 lapot oszt minden játékosnak, aztán 2 lapot tesz középre ez lesz a talon, végül ismét 5-5-5 lapot oszt. Az osztótól jobbra ülő játékos felveszi a talont, önrabló játék esetén nem kell színt mondania, és bármely színben bármelyik bemondásra lehetősége van. Miután a saját lapjai közül kettőt letesz (talon) és bemondását megtette, a mögötte óramutató járásával ellentétes irányban következő játékosnak lehetősége van a talon felvételére. A felvevő játékosnak nagyobb értékű bemondást kell mondania, mint az előtte szólónak, ez így megy tovább amíg három passz el nem hangzik (önrabló változat esetén saját bemondásunkat követően, ha két passz elhangzik, még mindig van lehetőségünk saját bemondásunkat megváltoztatni, természetesen a szabályokat betartva nagyobb értékű bemondást mondva). A színlicites rablóultiban színre szín adása, szín hiánya esetén adu tétele és minden esetben a felülütés (überelés) kötelező.

## A játék menete
A bemondó játékos (induló) kikéri színével felfelé első lapját és aduszínből 40-et, más színekből 20-at jelenthet (parti, ulti bemondások esetén), amíg az utána következő játékos a kikért lapra a saját lapját rá nem teszi, ezután neki van lehetősége a fent felsorolt esetekben 40-et, illetve 20-at mondani, illetve kontrázni, erre a bemondó játékosnak joga van rekontrázni, majd ismét a kontrát jelentő játékos mondhat szubkontrát, erre válaszul mordkontra lehet a rekontrázó játékos válasza, (az ennél magasabb fokú kontra nem etikus annak mellőzését javasoljuk) majd ugyanezek a szabályok vonatkoznak a sorban harmadik játékosra is. Amelyik játékos a kikért színből a legmagasabbat tette, illetve színhiány esetén az adut, avagy a magasabb adut tette, magához veszi "hazaviszi" ütését és Ő folytatja a játékot kikéréssel, így az első kört követően lemegy a többi kilenc kör is, melynek utána játékosok megnézik ütéseiket és kiértékelik a játszmát.

## A játék kiértékelése
Ütésünkben a 10-es értékű lapokat (tízes és ász) összeszámoljuk, hozzáadjuk az esetlegesen bemondott 20-akat, 40-et és az arra jogosultnak 10-et az utolsó ütésért. A bemondó játékos egyedül van, míg két ellenfele (ellenpár) együtt játszik, így ütéseik összeadódnak. A partit az nyeri, akinek több pontja van.

## Bemondások
| Bemondás színe | Bemondás                | Bemondás értéke | Csendes 100 | Csendes ulti | Csendes durchmarsch |
| -------------- | ----------------------- | --------------- | ----------- | ------------ | ------------------- |
| Makk           | Parti                   | 1               | 2           | 2            | 3                   |
| Zöld           | Parti                   | 2               | 4           | 4            | 6                   |
| Tök            | Parti                   | 3               | 6           | 6            | 9                   |
| Piros          | Parti                   | 4               | 8           | 8            | 12                  |
| Makk           | 40-100                  | 4               | -----       | 2            | 3                   |
| Zöld           | 40-100                  | 8               | -----       | 4            | 6                   |
| Tök            | 40-100                  | 12              | -----       | 6            | 9                   |
| Piros          | 40-100                  | 16              | -----       | 8            | 12                  |
| Makk           | Ulti                    | 4+1             | 2           | -----        | 3                   |
| Zöld           | Ulti                    | 8+2             | 4           | -----        | 6                   |
| Tök            | Ulti                    | 12+3            | 6           | -----        | 9                   |
| Piros          | Ulti                    | 16+4            | 8           | -----        | 12                  |
| Makk           | Betli                   | 5               | -----       | -----        | -----               |
| Zöld           | Betli                   | 10              | -----       | -----        | -----               |
| Tök            | Betli                   | 15              | -----       | -----        | -----               |
| Piros          | Betli                   | 20              | -----       | -----        | -----               |
| Makk           | Durchmarsch             | 6               | -----       | 2            | -----               |
| Zöld           | Durchmarsch             | 12              | -----       | 4            | -----               |
| Tök            | Durchmarsch             | 18              | -----       | 6            | -----               |
| Piros          | Durchmarsch             | 24              | -----       | 8            | -----               |
| Makk           | Ászkirályos Durchmarsch | 6               | -----       | -----        | -----               |
| Zöld           | Ászkirályos Durchmarsch | 12              | -----       | -----        | -----               |
| Tök            | Ászkirályos Durchmarsch | 18              | -----       | -----        | -----               |
| Piros          | Ászkirályos Durchmarsch | 24              | -----       | -----        | -----               |
| Makk           | 20-100                  | 8               | -----       | 2            | 3                   |
| Zöld           | 20-100                  | 16              | -----       | 4            | 6                   |
| Tök            | 20-100                  | 24              | -----       | 6            | 9                   |
| Piros          | 20-100                  | 32              | -----       | 8            | 12                  |

Betli és ászkirályos durchmarsch esetén nincs adu és a tízes a helyén áll, tehát a lapok sorrendje a következő: 7-es, 8-as, 9-es, 10-es, alsó, felső, király, ász. Ezen esetekben a makk, zöld, tök, piros nem aduszínt, hanem a játék erősségét jelenti, értéknövelő szerepe van. Betli, durchmarsch illetve ászkirályos durchmarsch esetén kiterített betli, kiterített durchmarsch, illetve kiterített ászkirályos durchmarsch mondására van lehetőségünk. Kiterítés alatt értendő, hogy a játszma első köre zárt lapokkal a szokásos módon zajlik le, majd azt követően mindhárom játékos kiteríti maga elé lapjait és nyílt lapokkal folyik tovább a játék. Kiterített játéknál fokozottan figyeljünk arra, hogy ne tegyünk partnerünknek semmilyen jelzést(ne beszéljük, semmilyen ráutaló magatartással ne befolyásoljuk játékostársainkat), ennek megszegése komoly ulti körökben igen súlyos renonsz vétségnek számít. A kiterített mondás megduplázza annak eredeti értékét. természetesen összetett bemondások esetében is lehet teríteni, de a terítés csak a fent említett három bemondástípusra alkalmazandó(betli, durchmarsch, ászkirályos durchmarsch). Pl.: piros 20-100 ulti kiterített durchmarsch esetében: piros 2-100=32pont, piros ulti 16pont, piros kiterített durchmarsch=24X2 azaz 48 pont tehát ezen esetben a bemondás összértéke=32+16+48=96 pont.

## Összetett bemondások
| Bemondás színe | Bemondás                | Bemondás értéke | Csendes 100 | Csendes ulti | Csendes durchmarsch |
| -------------- | ----------------------- | --------------- | ----------- | ------------ | ------------------- |
| Makk           | 40-100 Ulti             | 8               | -----       | -----        | 3                   |
| Zöld           | 40-100 Ulti             | 16              | -----       | -----        | 6                   |
| Tök            | 40-100 Ulti             | 24              | -----       | -----        | 9                   |
| Piros          | 40-100 Ulti             | 32              | -----       | -----        | 12                  |
| Makk           | 40-100 Durchmarsch      | 10              | -----       | 2            | -----               |
| Zöld           | 40-100 Durchmarsch      | 20              | -----       | 4            | -----               |
| Tök            | 40-100 Durchmarsch      | 30              | -----       | 6            | -----               |
| Piros          | 40-100 Durchmarsch      | 40              | -----       | 8            | -----               |
| Makk           | Ulti Durchmarsch        | 10              | 2           | -----        | -----               |
| Zöld           | Ulti Durchmarsch        | 20              | 4           | -----        | -----               |
| Tök            | Ulti Durchmarsch        | 30              | 6           | -----        | -----               |
| Piros          | Ulti Durchmarsch        | 40              | 8           | -----        | -----               |
| Makk           | 20-100 Ulti             | 12              | -----       | -----        | 3                   |
| Zöld           | 20-100 Ulti             | 24              | -----       | -----        | 6                   |
| Tök            | 20-100 Ulti             | 36              | -----       | -----        | 9                   |
| Piros          | 20-100 Ulti             | 48              | -----       | -----        | 12                  |
| Makk           | 20-100 Durchmarsch      | 14              | -----       | 2            | -----               |
| Zöld           | 20-100 Durchmarsch      | 28              | -----       | 4            | -----               |
| Tök            | 20-100 Durchmarsch      | 42              | -----       | 6            | -----               |
| Piros          | 20-100 Durchmarsch      | 56              | -----       | 8            | -----               |
| Makk           | 40-100 Ulti Durchmarsch | 14              | -----       | -----        | -----               |
| Zöld           | 40-100 Ulti Durchmarsch | 28              | -----       | -----        | -----               |
| Tök            | 40-100 Ulti Durchmarsch | 42              | -----       | -----        | -----               |
| Piros          | 40-100 Ulti Durchmarsch | 56              | -----       | -----        | -----               |
| Makk           | 20-100 Ulti Durchmarsch | 18              | -----       | -----        | -----               |
| Zöld           | 20-100 Ulti Durchmarsch | 36              | -----       | -----        | -----               |
| Tök            | 20-100 Ulti Durchmarsch | 54              | -----       | -----        | -----               |
| Piros          | 20-100 Ulti Durchmarsch | 72              | -----       | -----        | -----               |

## Renonsz szabályok
Beszélhetünk könnyebb és súlyos renonsz szabályokról.
- Könnyű renonsz szabály osztóként a lapok elosztása. Könnyű renonsz vétségek esetében mindenképpen az újraosztást javasolja a szabály, bárminemű szankció nélkül.
-súlyos renonsz szabály a színre szín adás kötelezettségének megszegése, a felülütés megszegése, lapunk elárulása, avagy bárminemű oda nem illő jelzés tétele, mely döntően megváltoztathatja a játék kimenetelét. Ezt kártyaversenyeken minden esetben szankcionálni szokták, sőt baráti társaságok sem szokták elhagyni az ezért járó büntetést.